# Стефан (Калиновський)
Архієпископ Стефан (Симеон Калиновський; 1700  — 16 (27) вересня 1753) — український церковний педагог, просвітитель фіно-угорських країн півночі Європи. Єпископ безпатріаршої Російської православної церкви; архієпископ Новгородський та Великолуцький РПЦ.

## Життєпис
Народився в Україні в 1700 році. Освіту здобув у Києво-Могилянській академії. 1727 року прийняв чернецтво, жив у Києво-Братському училищному монастирі і викладав у Києво-Могилянській академії. 1732 року призначений її префектом.

### Еміграція до Московії
1733 року емігрував до Московії, де став префектом московської Слов'яно-греко-латинської академії. З 3 лютого 1734 р. — ректор, також настоятель Заіконоспаського училищного монастиря. Проте вже 1735 р. — у Санкт-Петербурзі архімандритом Олександро-Невського монастиря.
20 червня 1736 р. — член Святійшого синоду, найвищого органу управління безпатріаршої РПЦ.
1736 р. — Синод доручив архімандриту Стефану продовжити роботу з перевірки тексту перекладу Біблії, яка була почата ще 1712 р. — репресованим ректором московської Слов'яно-греко-латинської академії, українським вченим Феофілактом Лопатинським.
1738 р. — Калиновський рекомендував друкувати виправлений на основі грецьких рукописів текст Біблії паралельно з текстом Феофілакта (Лопатинського) із переліком внесених змін. Синод дав згоду на цю пропозицію, яка затверджена російською імператрицею Єлизаветою.

### Архієрейська служба
17 січня 1739 р. — хіротонія на єпископа Псковського РПЦ, залишився архімандритом Олександро-Невського монастиря. До зони духовної відповідальності потрапили фіно-угорські території сето та карельських діаспор.
18 серпня 1745 р. — єпископ Стефан став архієпископом Новгородським та Великолуцьким РПЦ, узявся за поширення синодального православ'я у південній Карелії та Вепсляндії. Також призначений «першоприсутнім» у Святішому синоді РПЦ.
Після великої пожежі 1745 року в Новгороді займався внутрішнім і зовнішнім благоустроєм церков, що постраждали, та семінарії. Тоді ж оголосив справжню війну російським та карельським групам старовірів, стримував поширення шинків серед фіно-угорського населення.
Помер 16 вересня 1753 року. Похований у Новгородському Софійському соборі.